# یوری چشماریتیان
یوری هایکی چشماریتیان (ارمنی: Յուրի Հայկի Ճշմարիտյան؛ زادهٔ ۲۱ ژانویهٔ ۱۹۴۰) یک  سیاستمدار اهل ارمنستان است که از تاریخ ۱۹۹۰ تا تاریخ ۱۹۹۵ سمت نمایندگی دوره اول شورای عالی جمهوری ارمنستان را برعهده داشت.

## زندگی‌نامه
در 	۲۱ ژانویهٔ ۱۹۴۰ در ارمنستان به دنیا آمد . 